# Stumpffia analamaina
Stumpffia analamaina es una especie de anfibio anuro de la familia Microhylidae. Esta especie es endémica del nordeste de Madagascar, donde solo se ha encontrado en una zona junto a la carretera que une Antsohihy y Mandritsara. Habita en una zona de bosque caducifolio junto a un arroyo. Sus renacuajos se desarrollan en nidos de espuma y es posible que los padren protejan los nidos. Se considera en peligro crítico de extinción debido a la degradación y pérdida de su hábitat natural en su muy reducida área de distribución.

## Publicación original
- Klages, Glaw, Köhler, Müller, Hipsley & Vences, 2013 : Molecular, morphological and osteological differentiation of a new species of microhylid frog of the genus Stumpffia from northwestern Madagascar. Zootaxa, n.º 3717, p. 280-300.[4]